# Сокровища Каменного леса
«Сокровища Каменного леса» (итал. Il tesoro della foresta pietrificata) — итальянский приключенческий фильм 1965 года, снятый режиссёром Эмиммо Сальви. В фильме смешаны элементы саги о нибелунгах и оперы «Кольцо нибелунга» композитора Рихарда Вагнера, которая также используется в качестве композиции (особенно к знаменитому «Полёту валькирий»).

## Сюжет
Бог Вотан вручает золотой меч юному принцу Зигмунду и его сестре, предводительнице валькирий Брунхильде, и завещает им хранить сокровища, которые находятся в Каменном лесу. Про сокровища узнаёт жестокий предводитель викингов Ундинг. Ундинг со своим войском отправляется на поиски сокровищ нибелунгов, которые дадут ему неограниченную власть. После пересечения границы и вторжения в Вальхаллу Удинг находит союзника в рядах нибелунгов. Сестра возлюбленной Сигмунда Эрика, переходит на сторону Ундинга и соглашается показать ему дорогу в Каменный лес. С её помощью викинги Ундинга совершают набег на лагерь жителей Вальхаллы, где они убивают множество воинов. Зигмунд клянётся отомстить захватчикам и преследует их вместе с оставшимися людьми. Однако благодаря другим предателям Ундингу удаётся взят в плен Сигмунда и его невесту Сиглинду. Сигмунду удаётся бежать из плена, остановить захватчиков и победить Ундинга в поединке…

## В ролях
- Гордон Митчелл — Ундинг[нем.]
- Ивица Пайер — Сигмунд
- Элеонора Бьянчи — Сиглинда
- Памела Тудор[фр.] — Брунгильда
- Амедео Трилли — Гунар (в титрах — Майк Мур)
- Луиджи Този — Отто (в титрах — Нат Костер)
- Пьетро Чеккарелли — Эрик (в титрах — Пуччо Чеккарелли)
- Франко Дория — Курт
- Аттилио Северини — Фредрик
- Франко Бельтрамме — Манфред
- Лелла Каттанео — ведьма
- Лия Джордано — белокурая женщина-викинг
- Джоржо Тезеи — Олаф
- Джованни Иван Скратулья — воин-викинг
- Луиза Ривелли — Эрика

## Съёмочная группа
- Режиссёр: Эмиммо Сальви
- Продюсер: Ольга Чарт
- Сценаристы: Эмиммо Сальви, Луиджи Този, Адриано Антонелли, Бенито Ильфорте
- Оператор: Марио Парапетти
- Композитор: Рольф Ферраро